# Коринт (Арканзас)
Коринт (енгл. Corinth) град је у америчкој савезној држави Арканзас.

## Демографија
По попису из 2010. године број становника је 70, што је 5 (7,7%) становника више него 2000. године.
| Група             | 2000.      | 2010.      |
| Белци             | 49 (75,4%) | 42 (60,0%) |
| Афроамериканци    | 0 (0,0%)   | 0 (0,0%)   |
| Азијати           | 0 (0,0%)   | 0 (0,0%)   |
| Хиспаноамериканци | 16 (24,6%) | 27 (38,6%) |
| Укупно            | 65         | 70         |